# 赛洛丙胺
赛洛丙胺（英语：Xylopropamine），也称为3,4-二甲基苯丙胺，是苯乙胺和苯丙胺类的兴奋剂药物，在1950年代作为食欲抑制剂开发和销售。
赛洛丙胺曾短暂地以硫酸盐形式出售，但并未广泛销售。其他相关的苯丙胺衍生物如2,4-二甲基苯丙胺也出于同样的目的进行了研究，但是这些药物具有高血压等副作用并且不是很成功，主要是由于引入了替代药物如芬特明具有类似的疗效好但副作用少。
据报道，木丙胺还具有镇痛和抗炎作用，但其副作用特征导致它从未进一步开发用于这些应用。